# San Mateo del Mar
San Mateo del Mar es una población del estado mexicano de Oaxaca. Ubicada en el istmo de Tehuantepec, se encuentra en una estrecha barra que separa la Laguna Inferior del Golfo de Tehuantepec. Es cabecera del municipio homónimo.

## Localización y demografía
La población de San Mateo del Mar se encuentra ubicada en una barra costera que divide al norte la Laguna Inferior, del Golfo de Tehuantepec en el Océano Pacífico al sur, dicha barra se encuentra unida al continente solo por su extremo occidental. Las coordenadas geográficas de la localidad son 16°12′32″N 94°58′54″O / 16.20889, -94.98167 y tiene una altitud de solo 8 metros sobre el nivel del mar. Además se encuentra en la rivera de la Laguna Quirio, localizada dentro de la misma barra.
Su única vía de comunicación es un camino de terracería que la comunica hacia el oeste con la población de San Pedro Huilotepec y que hacia el este debería de continuar hacia Santa María del Mar pero que fue destruida por el conflicto territorial con dicha población. La distancia con la ciudad de Santo Domingo Tehuantepec es de uno cuarenta kilómetros.
De acuerdo al Censo de Población y Vivienda realizado en 2010 por el Instituto Nacional de Estadística y Geografía, la población total de San Mateo del Mar es de 5 734 personas, de las que 2 844 son hombres y 2 890 son mujeres.

## Historia
San Mateo del Mar es una comunidad habitada principalmente por indígenas huaves, como los vecinos de San Dionisio del Mar y San Francisco del Mar. Su origen no se encuentra documentado, pero la tradición oral señala la fundación de la población hacia 1606 cuando los huaves se habrían trasladado desde lo que hoy es Nicaragua a las llanuras del istmo de Tehuantepec, que entonces estarían habitadas por los mixes.
Inicialmente con buenas relaciones con ellos, los huaves se establecieron en sus poblados; sin embargo, tiempo después los mixes se habrían alzado en armas contra ellos con el fin de expulsarlos, dando como resultado la emigración de los mixes a sus actuales territorios en la serranía y el de los huaves —presionados a su vez por zapotecas y posteriormente los mexicas— a la orilla del mar, estableciendo sus poblaciones en los entornos de la Laguna Superior, la Laguna Inferior y el Golfo de Tehuantepec.
Históricamente siempre ha pertenecido al partido o distrito de Tehuantepec y al menos desde 1859 tiene el carácter de cabecera municipal pues ese año fue construida la sede del ayuntamiento.

### Conflictos actuales
San Mateo del Mar se enfrenta a un largo conflicto agrario con la vecina comunidad de Santa María del Mar, localizada en la misma barra costera y perteneciente al municipio de Juchitán de Zaragoza, que ha desencadenado al menos desde 2009 el bloqueo del único acceso terrestre a Santa María del Mar y por lo tanto su aislamiento territorial.
El 7 de septiembre de 2017, San Mateo del Mar, fue una de las poblaciones más afectadas por el terremoto de 8.2° registrado ese día en el sureste de México. A consecuencia de ello, los habitantes han externado quejas sobre la poca atención y apoyo que han recibido de parte de las autoridades; y sobre todo, su preocupación por los daños que ha generado en la infraestructura de la localidad un fenómeno similar a la licuefacción del suelo, que ha dejado inundadas numerosas viviendas.
En los primeros meses del año 2020 hubo un escalamiento en los actos de violencia entre los habitantes de la cabecera municipal y de diversas poblaciones del municipio, debido al conflicto postelectoral tras el proceso de que formalmente dio el cargo de presididente municipal (alcalde) a Bernardino Ponce Hinojosa. El 21 de junio del mismo año, pobladores de San Mateo del Mar se trasladaron a Huazantlán del Río a una asamblea comunitaria, siendo atacados primeramente en un filtro sanitario en la población de La Reforma, y posteriormente, —por quienes ellos identificaron como partidarios del presidente municipal Bernardino Ponce— en Huazantlán del Río, con un saldo de al menos quince muertos por calcinamiento, golpes de machete o lapidación.
El 18 de abril de 2021, mediante asambleas comunitarias simultáneas se determinó declarar la TERMINACIÓN ANTICIPADA DE MANDATO DE LOS CONCEJALES DEL AYUNTAMIENTO DE SAN MATEO DEL MAR, lo que medio año después el Consejo General del Instituto Electoral y de Participación Ciudadana de Oaxaca IEEPCO, validó por unanimidad de votos, con fundamento en los tratados internacionales, el derecho de libre determinación y autonomía de los pueblos indígenas reconocidos en el artículo 1 y 2 de la Constitución Mexicana y artículo 16 y 113, fracción I, párrafo octavo de la Constitución Política del Estado Libre y Soberano de Oaxaca.